# Emiliano Viveros
Emiliano Sebastián Viveros Mereles, noto semplicemente come Emiliano Viveros (Ruiz de Montoya, 30 settembre 2002), è un calciatore argentino, centrocampista dell'Argentinos Juniors.

## Carriera
Cresciuto nel settore giovanile del Arsenal Sarandí, debutta in prima squadra il 6 novembre 2021 in occasione dell'incontro di Primera División perso 3-1 contro l'Independiente.

## Statistiche

### Presenze e reti nei club
Statistiche aggiornate al 28 novembre 2021.
| Stagione        | Squadra         | Campionato      | Campionato | Campionato | Coppe nazionali | Coppe nazionali | Coppe nazionali | Coppe continentali | Coppe continentali | Coppe continentali | Altre coppe | Altre coppe | Altre coppe | Totale | Totale |
| Stagione        | Squadra         | Comp            | Pres       | Reti       | Comp            | Pres            | Reti            | Comp               | Pres               | Reti               | Comp        | Pres        | Reti        | Pres   | Reti   |
| --------------- | --------------- | --------------- | ---------- | ---------- | --------------- | --------------- | --------------- | ------------------ | ------------------ | ------------------ | ----------- | ----------- | ----------- | ------ | ------ |
| 2021            | Arsenal Sarandí | PD              | 4          | 0          | CA+CdL          | 0               | 0               | CC                 | 0                  | 0                  |             | -           | -           | 4      | 0      |
| Totale carriera | Totale carriera | Totale carriera | 4          | 0          |                 | 0               | 0               |                    | 0                  | 0                  |             | -           | -           | 4      | 0      |